# Glenmalure Park
Glenmalure Park war ein Fußballstadion in Milltown im Süden der irischen Hauptstadt Dublin. Es war von seiner Eröffnung im Jahr 1926 bis zur Schließung im Jahr 1987 über 61 Jahre hinweg die Heimspielstätte des Fußballclubs Shamrock Rovers und bot rund 20.000 Zuschauern Platz.

## Geschichte

### Erfolge und Identität der Shamrock Rovers
Obwohl die Shamrock Rovers um die Jahrhundertwende (je nach Quelle entweder 1899 oder 1901) im Dubliner Hafenviertel Ringsend gegründet wurden – wo wenige Jahre zuvor auch ihr Stadtrivale Shelbourne FC entstand – und sie seit 2009 in Tallaght beheimatet sind, wird der Verein allgemein mit dem im Süden Dublins gelegenen Stadtviertel Milltown identifiziert, in dem er mehr als sechs Jahrzehnte beheimatet war und wo er die Mehrzahl seiner Titelgewinne feierte. Sowohl in seiner ersten Saison im neuen Stadion (1926/27) als auch in der letzten Spielzeit (1986/87) gewannen die Rovers die irische Fußballmeisterschaft; 1987 sogar zum ersten Mal in der Vereinsgeschichte zum vierten Mal in Folge und im selben Jahr auch zum dritten Mal hintereinander den irischen Pokalwettbewerb. Von den insgesamt 25 Erfolgen im Pokalwettbewerb fallen 23 in den Zeitraum zwischen 1926 und 1987. Außerdem fand in dem Stadion der bisher höchste Heimsieg der Shamrock Rovers in der League of Ireland statt, bei dem am 28. Oktober 1928 die Mannschaft von Bray Unknowns mit 11:0 besiegt wurde. Bereits am 8. Januar 1927 waren die Shamrock Rovers – ebenfalls in diesem Stadion – zum ersten Mal in ihren heute grundsätzlich bei Heimspielen getragenen grün-weiß gestreiften Trikots angetreten.

### Die ersten Spiele im Glenmalure Park
Bereits vor dem Bau des Glenmalure Park hatten die Shamrock Rovers sich in Milltown niedergelassen und ihre Heimspiele auf einem benachbarten Gelände an der Milltown Road ausgetragen. Als ihre bisherige Heimstätte auf Dauer zu klein geworden war, wurde ein benachbartes Grundstück vom Jesuitenorden gepachtet und das Stadion Glenmalure Park errichtet. Das erste Heimspiel wurde am 11. September 1926 im Rahmen eines Punktspiels der irischen Fußballmeisterschaft gegen den FC Dundalk ausgetragen und endete 3:3.
Das offizielle Eröffnungsspiel fand eine Woche später am 19. September 1926 gegen Belfast Celtic statt und endete vor 18.000 Zuschauern mit einer 1:2-Niederlage der Gastgeber.

### Der berühmteste Fan der Shamrock Rovers
Zu den regelmäßigen Stadionbesuchern in der Anfangszeit gehörte die junge Maureen O’Hara, die zu jener Zeit im benachbarten Ranelagh wohnte und deren Vater Geschäftsführer der Shamrock Rovers war.

### Die Eigentümer
In den 1930er Jahren erwarb die Familie Cunningham, die eine Kette von Wettbüros betrieb, den Fußballverein und benannte das Gelände, auf dem sich das Stadion befand, nach dem in den Wicklow Mountains gelegenen Glenmalure Valley, in dem sich ihre ursprüngliche Familienresidenz befand.
In den folgenden fast vier Dekaden wurden die Shamrock Rovers von Joe Cunningham und seiner Frau Mary Jane beherrscht.
Wegen der allmählich immer weiter zurückgehenden Zuschauerzahlen in der irischen Fußballliga erkannten die Cunninghams rechtzeitig das finanzielle Wagnis und verkauften den Verein 1972 an die Brüder Louis, Barton und Paddy Kilcoyne, die in dem Glauben handelten, „einen schlafenden Riesen wieder zum Leben erwecken zu können“. Doch musste Louis Kilcoyne später feststellen, dass diese Vorstellung etwas naiv war. Trotz aller Erfolge, die die Kilcoynes mit viel Einsatz ermöglichten – unter anderem die bereits erwähnten vier Meistertitel in Serie zwischen 1984 und 1987 sowie die drei Pokalerfolge  zwischen 1985 und 1987 – waren die Zuschauerzahlen permanent rückläufig und somit entwickelte sich das sportliche Abenteuer immer mehr zu einem finanziellen Desaster. Daher entschieden die Brüder Kilcoyne sich dafür, den Glenmalure Park als Heimspielstätte aufzugeben und die Heimspiele ab der kommenden Saison 1987/88 im Tolka Park des Stadtrivalen Shelbourne FC austragen zu lassen.

### Das Ende einer Ära
Das letzte Spiel im Glenmalure Park fand am 12. April 1987 im Rahmen des Halbfinalrückspiels um den irischen Pokalwettbewerb zwischen den Shamrock Rovers und den Sligo Rovers statt. In der Halbzeitpause gab es einen Platzsturm der organisierten Fanszene der Shamrock Rovers, um dem Protest gegen die Schließung des Stadions Ausdruck zu verleihen. Die Fans der Sligo Rovers solidarisierten sich mit dem Protest und beteiligten sich an dem Platzsturm. Eine lange nicht mehr gesehene Kulisse von 6.000 Zuschauern wohnte diesem „Abschiedsspiel“ von der über 60 Jahre lang genutzten Heimspielstätte bei. Die Ankündigung, dass die Brüder Kilcoyne das Stadiongelände an einen Bauträger verkaufen wollten und das Stadion zum Abriss freigaben, führte zur Gründung der Initiative „Keep Rovers at Milltown“, auch bekannt unter der Kurzbezeichnung „KRAM“, die sich in der Folgezeit mit teilweise auch gewalttätigen Aktionen für die Erhaltung des Glenmalure Parks einsetzte. Doch der Abriss war nicht mehr aufzuhalten und wurde 1990 vollzogen.
Als die Rovers in der Saison 1987/1988 ihre Heimspiele im Tolka Park austrugen, wurden diese von vielen Fans und insbesondere der organisierten Fanszene boykottiert, um die ihnen inzwischen zum Feindbild erwachsene Familie Kilcoyne bewusst finanziell zu schädigen, während die Auswärtsspiele weiterhin besucht wurden, um die Mannschaft zu unterstützen und die Unzufriedenheit mit den (Noch-)Klubeigentümern im Stadion zu artikulieren.
Erst nach dem vollständigen Rückzug der Kilcoynes aus dem Verein normalisierte sich die Lage, wenngleich die Fans sich zwei Jahrzehnte lang gedulden mussten, bis die Shamrock Rovers endlich wieder eine eigene Heimspielstätte haben sollten.

### Europapokal
Als die Shamrock Rovers in der Saison 1957/58 erstmals im Europapokal (im Cup der Landesmeister) mitwirkten, trafen sie auf die nur wenige Monate später bei einem Flugzeugabsturz in München ums Leben gekommenen Busby Babes von Manchester United, die am 25. September 1957 in Dublin gastierten und den Shamrock Rovers mit 0:6 ihre bitterste Heimniederlage der Europapokalgeschichte zufügten. Allerdings wurde diese Begegnung, wie überhaupt alle Europapokal-Heimspiele der Rovers bis 1969 (2:1 gegen den FC Schalke 04), im Dalymount Park des Stadtrivalen Bohemians FC ausgetragen. Ein Grund für diesen Spielort war, dass der Glenmalure Park zu diesem Zeitpunkt noch kein Flutlicht hatte. Ein weiterer Grund war die wesentlich größere Kapazität des Dalymount Park, der zur Europapokalpremiere gegen Manchester United 45.000 Zuschauer aufnehmen konnte. Das erste Europapokalspiel der Rovers im Glenmalure Park fand (nach neunjähriger europäischer Abstinenz) erst am 13. September 1978 im Rahmen des Europapokals der Pokalsieger (Saison 1978/79) gegen APOEL Nikosia statt und endete mit einem 2:0-Sieg der Rovers. Das letzte Europapokal-Heimspiel im Glenmalure Park fand am 17. September 1986 vor einer Rekordkulisse von 18.000 Zuschauern im Europapokal der Landesmeister 1986/87 gegen Celtic Glasgow statt und endete mit einer 0:1-Niederlage.